# Port Huron
Port Huron ou Porto Hurão é uma cidade localizada no estado americano de Michigan, no Condado de St. Clair.

## Demografia
Segundo o censo americano de 2000, a sua população era de 32.338 habitantes.
Em 2006, foi estimada uma população de 31.302, um decréscimo de 1036 (-3.2%).

## Geografia
De acordo com o United States Census Bureau tem uma área de
31,7 km², dos quais 20,9 km² cobertos por terra e 10,8 km² cobertos por água. Port Huron localiza-se a aproximadamente 186 m acima do nível do mar.

## Localidades na vizinhança
O diagrama seguinte representa as localidades num raio de 32 km ao redor de Port Huron.